# Winfried Schwarz
Winfried Schwarz (* 1934) ist ein deutscher Schauspieler. Bekannt wurde er durch zahlreiche kleinere Rollen. So spielte er etwa von 1987 bis 1998 in der ARD-Serie Lindenstraße an der Seite von Martin Rickelt. Mehrere Nebenrollen spielte Schwarz auch in der Comedy-Serie Familie Heinz Becker. Eine der Hauptrollen hatte er im Kurzfilm „Der Schrottmann“ aus dem Jahre 2012.